# Leszno Dolne
Leszno Dolne (prononciation : [ˈlɛʂnɔ ˈdɔlnɛ]) est un village polonais de la gmina de Szprotawa dans le powiat de Żagań de la voïvodie de Lubusz dans l'ouest de la Pologne.
Il se situe à environ 10 kilomètres au sud-est de Szprotawa (siège de la gmina), 24 kilomètres au sud-est de Żagań (siège du powiat) et 48 kilomètres au sud de Zielona Góra (siège de la diétine régionale).
Le village comptait approximativement une population de 320 habitants en 2006.

## Histoire
Le nom allemand du village était Nieder-Leschen.
Après la Seconde Guerre mondiale, avec les conséquences de la Conférence de Potsdam et la mise en œuvre de la ligne Oder-Neisse, le village est intégré à la République populaire de Pologne. La population d'origine allemande est expulsée et remplacée par des polonais.
De 1975 à 1998, le village appartenait administrativement à la voïvodie de Zielona Góra.

Depuis 1999, il appartient administrativement à la voïvodie de Lubusz.